# Ранко Стојић
Ранко Стојић (Бугојно, 18. јануар 1959) јесте бивши југословенски фудбалер, голман. Бранио је у неколико фудбалских клубова, од којих су најпознатији Партизан, Динамо и Стандард Лијеж.

## Клубови
Стојић је своју каријеру започео у у Искра из Бугојна. За први тим Искре је бранио на седам утакмица и као велики таленат је прешао у београдски Партизан.
У Партизану је стекао репутацију и доспео је до репрезентације Југославије. Са Партизаном, у којој је играла одлазећа генерација Вукотића и Трифуновића и надолазећа предвођена са Манцеом, Јешићем, Живковићем, Варгом и Преказијем, је освојио у сезони 1982/83 титулу првака државе. Замена у тиму му је био Раде Залад.
После пет проведених сезона у Партизану, већ као формиран прволигашки голман и репрезентативац, у фудбалској сезони 1984/85. прешао је у загребачки Динамо. У Динаму је провео три прволигашке сезоне и после сезоне 1986/87, отишао у иностранство, у Белгију.
У Белгији је провео наредних десет година и бранио за клубове Стандард из Лијежа, Андерлехт, Шарлоа, Сересијен и Антверпен, одакле се и пензионисао као активни играч.

## Репрезентација
За репрезентацију Југославије, Стојић је бранио на четрнаест утакмица. Свој деби је имао у Глазгову, 12. септембра 1984. године против Шкотске. Резултат је био катастрофалан за Југославију, Шкотска је победила са 6:1. У првом полувремену на голу репрезентације Југославије је био Драган Пантелић који је примио прва три гола а у другом полувремену је ушао Стојић и он је примио преостала три гола. Почасни гол за репрезентацију Југославије је дао Вокри. Са тим голом је у ствари Југославија и повела са 1:0, али само на томе је остало.
Задњу утакмицу за репрезентацију Стојић је одиграо на пријатељској утакмици, 30. априла 1986. године, против Бразила у Ресифеу, Бразил. Резултат је био 4:2 за Бразил. На тој утакмици Зико је постигао хет-трик.

## Менаџер
Престанком активне фудбалске каријере, Стојић је прешао у фудбалске менаџере и бавио се менаџерским пословима по Европи. Од 2002. године преузео је управу над Радом из Београда.